# Hueytamalco
Hueytamalco è una municipalità dello stato di Puebla, nel Messico centrale, il cui capoluogo è la località omonima.
Conta 26.689 abitanti (2010) e ha una estensione di 319,70 km². 	 	
Il nome della località significa luogo con pendenze molto inclinate in lingua nahuatl.